# Речица
Вижте пояснителната страница за други значения на Речица.
Речѝца е село в Югоизточна България, община Руен, област Бургас.

## География
Село Речица се намира в югоизточна България, около 45 km север-северозападно от областния център Бургас, 20 km северно от Айтос, около 34 km североизточно от Карнобат и около 10 km север-северозападно от общинския център село Руен. Общинският път от Речица се изкачва на около километър на север до село Ясеново, където се включва в общинския път, свързващ село Руен през селата Добра поляна, Снежа и Ясеново със село Дъскотна.
Село Речица е разположено в западните склонове на Камчийска планина, Източна Стара планина. Изтеглено е в направление приблизително север – юг по височините между два малки десни притока на вливащата се в Луда Камчия при село Дъскотна река Казандере, а източният приток в протежение на около 500 m от минава и през селото. Надморската височина в центъра при джамията е около 240 m, а при изхода от селото на север е около 275 – 280 m.
Населението на село Речица нараства от 556 души към 1934 г. до 961 (максимум) към 1985 г., а след колебания в числеността към 2018 г. наброява 768 души (по текущата демографска статистика за населението).
При преброяването на населението към 1 февруари 2011 г. от обща численост 830 лица за 812 лица е посочена принадлежност към „турска“ етническа група.

## История
След края на Руско-турската война 1877 – 1878 г., по Берлинския договор селото остава на територията на Източна Румелия. От 1885 г. – след Съединението, то се намира в България и е известно с имената Гердеме дере и Дерей зиямет. Преименувано е на Речица през 1934 г.

## Население

### Етнически състав
Преброяване на населението през 2011 г.
Численост и дял на етническите групи според преброяването на населението през 2011 г.:
|                     | Численост |
| Общо                | 830       |
| Българи             | -         |
| Турци               | 812       |
| Цигани              | -         |
| Други               | -         |
| Не се самоопределят | 6         |
| Неотговорили        | 10        |

## Религии
В село Речица се изповядва ислям.

## Обществени институции
Село Речица към 2020 г. е център на кметство Речица.
В село Речица към 2020 г. има:
- действащо основно училище „Антон Симеонович Макаренко“;[9]
- постоянно действаща джамия;[10]
- пощенска станция.[11]